# Länderkampf der Frauen Hürden/Spung/Wurf 1988 Großbritannien – BR Deutschland
| 13. Leichtathletik-Länderkampf mit bundesdeutscher Beteiligung 1988                                      | 13. Leichtathletik-Länderkampf mit bundesdeutscher Beteiligung 1988 |
| --- | ------------------------------------------------------------------- |
| |                                                                     |
| Ländervergleich der Frauen in den Bereichen Hürdenlauf/Sprung/Wurf-Stoß: Großbritannien – BR Deutschland |                                                                     |
| Austragungsort                                                                                           | Birmingham                                                          |
| Wettbewerbe                                                                                              | 7                                                                   |
| Datum | 24. Juni                                                            |
| 1. FRG 1. GBR                                                                                            | 77 Punkte                                                           |
| Chronik                                                                                                  |                                                                     |
| ← FRG-GDR (F)                                                                                            | POL-FRG-FRA-CAN Jahrg.00 1965 u. jünger (M) →                       |

Den dreizehnte Vergleich des Länderkampfjahres 1988 bestand aus einer Kombination von drei leichtathletischen Teilbereichen. Die bundesdeutschen Hürdenläuferinnen, Springerinnen und Stoßer-/Werferinnen traten gegen Großbritannien an. Diese Länderkampfform blieb 1988 alleine den Frauen vorbehalten. Die Begegnung wurde am 24. Juni in Birmingham, der zweitgrößten Stadt Großbritanniens, ausgetragen und war in dieser Kombination von Disziplinen eine Premiere. Im bundesdeutschen Team fehlten zahlreiche Athletinnen aus dem Spitzenbereich.

## Modus
Ausgetragen wurden die sieben Disziplinen des damaligen olympischen Frauenprogramms aus den Bereichen Hürdenlauf, Sprung und Wurf/Stoß. Jedes Team trat mit drei Teilnehmerinnen pro Disziplin an, die alle gewertet wurden. Die Siegerin eines Wettbewerbs erhielt sieben Punkte, für Platz zwei wurden fünf Punkte vergeben, für Platz drei vier Punkte, für Platz vier drei Punkte usw.

## Ergebnis
In diesem Länderkampf ging es sehr eng zu. Von den beiden Hürdenläufen konnte jede Nation einen für sich verbuchen. Im Bereich Sprung ging eine Disziplin an die Britinnen, die andere endete mit einem Remis. In der Kategorie Wurf/Stoß lagen die bundesdeutschen Vertreterinnen zweimal vorn, die britischen Sportlerinnen einmal. Im Gesamtresultat kam es mit 77 zu 77 Punkten zum ersten Unentschieden der bundesdeutschen Leichtathletinnen in diesem Jahr.

## Einzelresultate

### 100 m Hürden
| Platz | Athletin               | Land | Zeit (s) |
| ----- | ---------------------- | ---- | -------- |
| 1     | Wendy Jeal             | GBR  | 13,33    |
| 2     | Lynne Green            | GBR  | 13,55    |
| 3     | Silke Nahler           | FRG  | 13,70    |
| 4     | Kerstin Poltrock       | FRG  | 13,71    |
| 5     | Caren Jung             | FRG  | 13,71    |
| 6     | Kerry Robin-Millerchip | GBR  | 13,93    |

Wind: +0,1 m/s

### 400 m Hürden
| Platz | Athletin          | Land | Zeit (s) |
| ----- | ----------------- | ---- | -------- |
| 1     | Gudrun Abt        | FRG  | 56,34    |
| 2     | Sally Gunnell     | GBR  | 56,47    |
| 3     | Sandra Seuser     | FRG  | 58,16    |
| 4     | Jenny Pearson     | GBR  | 58,36    |
| 5     | Margit Grötzinger | FRG  | 58,66    |
| 6     | Simone Laidlow    | GBR  | 58,92    |

### Hochsprung
| Platz | Athletin           | Land | Höhe (m) |
| ----- | ------------------ | ---- | -------- |
| 1     | Ute Demming        | FRG  | 1,89     |
| 2     | Diana Davies       | GBR  | 1,83     |
| 3     | Ciaire Summerfield | GBR  | 1,83     |
| 4     | Kerry Roberts      | GBR  | 1,80     |
| 5     | Helene Klimek      | FRG  | 1,80     |
| 5     | Sylvia Oswald      | FRG  | 1,80     |

### Weitsprung
| Platz | Athletin         | Land | Weite (m) |
| ----- | ---------------- | ---- | --------- |
| 1     | Fiona May        | GBR  | 6,44      |
| 2     | Babett Fuchs     | FRG  | 6,20      |
| 3     | Stefanie Hühn    | FRG  | 6,13      |
| 4     | Joanne Mulliner  | GBR  | 6,00      |
| 5     | Kerstin Poltrock | FRG  | 5,93      |
| 6     | Beverly Kinch    | GBR  | 5,91      |

### Kugelstoßen
| Platz | Athletin             | Land | Weite (m) |
| ----- | -------------------- | ---- | --------- |
| 1     | Sabine Kruse         | FRG  | 18,41     |
| 2     | Yvonne Hanson-Nortey | GBR  | 16,37     |
| 3     | Birgit Petsch        | FRG  | 16,24     |
| 4     | Agnes Deselaers      | FRG  | 15,53     |
| 5     | Maggie Lynes         | GBR  | 15,39     |
| 6     | Justine Buttle       | GBR  | 14,91     |

### Diskuswurf
| Platz | Athletin         | Land | Weite (m) |
| ----- | ---------------- | ---- | --------- |
| 1     | Silke Hachenberg | FRG  | 52,68     |
| 2     | Jane Aucott      | GBR  | 51,68     |
| 3     | Sabine Kruse     | FRG  | 51,60     |
| 4     | Karen Pugh       | GBR  | 51,10     |
| 5     | Agnes Deselaers  | FRG  | 50,66     |
| 6     | Deborah Bushnell | GBR  | 47,70     |

### Speerwurf
| Platz | Athletin             | Land | Weite (m) |
| ----- | -------------------- | ---- | --------- |
| 1     | Tessa Sanderson      | GBR  | 68,38     |
| 2     | Fatima Whitbread     | GBR  | 61,24     |
| 3     | Anja Koslowski       | FRG  | 49,44     |
| 4     | Joanne Harding       | GBR  | 47,58     |
| 5     | Barbara List         | FRG  | 44,42     |
| 6     | Georgia Scharschmidt | FRG  | 43,34     |